# Finnische Mathematische Gesellschaft

Logo der Finnischen Mathematischen Gesellschaft

Die Finnische Mathematische Gesellschaft (Suomen Matemaattinnen Yhdistys Ry, SMY) wurde 1868 gegründet und ist damit eine der ältesten mathematischen Gesellschaften. Von Anfang an war eines der Ziele der Gesellschaft, Jugendliche zum Mathematikstudium anzuregen, wozu sie heute eine Zeitschrift Silmu veröffentlicht. Neben den jährlichen Kongressen der SMY organisiert sie im Wechsel mit den drei anderen skandinavischen Ländern skandinavische Mathematiktagungen und eine Konferenz Matemaatik Kopäivät, auf dem alle zwei Jahre die aktuelle mathematische Forschung in Finnland vorgestellt wird.
Besonders prägend für die Gesellschaft war der Mathematiker Ernst Leonard Lindelöf, der von 1892 ihr Sekretär und von 1903 an ihr Präsident war. Beide Funktionen hielt er für mehr als 40 Jahre inne. Auf seine Bemühungen hin wurde in den 1910er Jahren die „Finnische Schule der Funktionentheorie“ gegründet. Die Schule förderte unter anderem  Frithiof Nevanlinna und Rolf Nevanlinna, welche beide zu führenden Vertretern der Funktionentheorie wurden.
Mit der Finnischen Physikalischen Gesellschaft (SFS) gibt die SMY die fünfmal jährlich erscheinende Zeitschrift Arkhimedes heraus (auf Finnisch mit englischer Zusammenfassung), die kostenlos an die Mitglieder geht. Ihr Newsletter heißt Eukleides. Mit den anderen skandinavischen mathematischen Gesellschaften gibt sie die Mathematica Scandinavica und die Nordisk Matematisk Tidskrift heraus. 
Sitz ist die Universität Helsinki. Die SMY hat etwa 350 Mitglieder. 1978 organisierte sie den Internationalen Mathematikerkongress (ICM) in Helsinki (unter Leitung von Olli Lehto, Rolf Nevanlinna, Olli Lokki, Ilppo Simo Louhivaara). Das Logo ist die Modulfigur.